# Siphocampylus caudatus
Siphocampylus caudatus är en klockväxtart som beskrevs av Mcvaugh. Siphocampylus caudatus ingår i släktet Siphocampylus och familjen klockväxter.
Artens utbredningsområde är Haiti. Inga underarter finns listade i Catalogue of Life.